# Kamer van volksvertegenwoordigers (samenstelling 1848-1852)
Dit artikel omvat de lijst van leden van de Belgische Kamer van volksvertegenwoordigers van 1848 tot 1852. De 6de legislatuur van de Kamer van volksvertegenwoordigers liep van 26 juni 1848 tot 3 april 1852 en volgde uit de verkiezingen van 13 juni 1848. Bij deze verkiezingen werden 108 parlementsleden in alle kieskringen verkozen.
Op 11 juni 1850 vonden tussentijdse verkiezingen plaats, waarbij 54 van de 108 parlementsleden verkozen werden. Dit was het geval in de kieskringen Antwerpen, Turnhout, Mechelen, Brussel, Leuven, Nijvel, Brugge, Kortrijk, Veurne, Diksmuide, Oostende, Roeselare, Tielt, Ieper, Aarlen, Bastenaken, Marche, Virton, Neufchâteau, Namen, Philippeville en Dinant.
Het nationale kiesstelsel was in die periode gebaseerd op cijnskiesrecht, volgens een systeem van een meerderheidsstelsel, gecombineerd met een districtenstelsel. Iedere Belg die ouder dan 25 jaar was en een bepaalde hoeveelheid cijns betaalde, kreeg stemrecht. Hierdoor was er een beperkt kiezerskorps. 
Tijdens deze legislatuur was de regering-Rogier I (12 augustus 1847 tot 28 september 1852) in functie, een liberale meerderheid.

## Zittingen
In de 6e zittingsperiode (1848-1852) vonden vijf zittingen plaats. Van rechtswege kwamen de Kamers ieder jaar bijeen op de tweede dinsdag van november.
| Zitting               | Opening          | Sluiting           |
| --------------------- | ---------------- | ------------------ |
| buitengewone zitting  | 26 juni 1848     | 7 juli 1848        |
| 2de zitting 1848-1849 | 6 november 1848  | 14 juli 1849       |
| 3de zitting 1849-1850 | 12 november 1849 | 31 mei 1850        |
| 4de zitting 1850-1851 | 12 november 1850 | 3/4 september 1851 |
| 5de zitting 1851-1852 | 4 november 1851  | 17 april 1852      |

De Regering heeft de zitting 1850-51 verdaagd op 3 september en de Senaat ontbonden op 4 september.

## Samenstelling
| Begin legislatuur (1848) | Begin legislatuur (1848) | Begin legislatuur (1848) | Einde legislatuur (1852) | Einde legislatuur (1852) | Einde legislatuur (1852) |
| Fractie                  | Fractie                  | Zetels                   | Fractie                  | Fractie                  | Zetels                   |
| ------------------------ | ------------------------ | ------------------------ | ------------------------ | ------------------------ | ------------------------ |
|                          | Liberalen                | 83                       |                          | Liberalen                | 74                       |
|                          | Katholieken              | 25                       |                          | Katholieken              | 34                       |

Zetelverdeling in 1848

Wijzigingen in fractiesamenstelling:
- In 1848 neemt de liberaal Edmond de Selys Longchamps ontslag. Zijn opvolger wordt de katholiek Ferdinand Desoer.
- Bij de tussentijdse verkiezingen van 1850 verliezen de liberalen zes zetels ten voordele van de katholieken. De liberaal Jean Osy behoort vanaf deze verkiezingen tot de katholieken, waardoor de liberalen in totaal zeven zetels verliezen.
- In 1851 neemt de liberaal Dieudonné Jullien ontslag. Zijn zetel gaat naar de katholieken.

## Lijst van de volksvertegenwoordigers

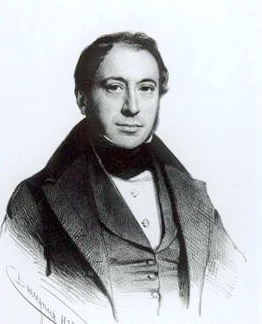
Kamervoorzitter Pierre-Théodore Verhaegen

| Volksvertegenwoordiger              | Partij    | Kieskring     | Opmerkingen |
| ----------------------------------- | --------- | ------------- | --- |
| Laurent Veydt                       | Liberaal  | Antwerpen     | |
| Jean Loos                           | Liberaal  | Antwerpen     | |
| Charles Rogier                      | Liberaal  | Antwerpen     | |
| Jean Osy                            | Liberaal  | Antwerpen     | Zetelt vanaf 12 november 1850 voor de katholieken. |
| Hyacinthe de Baillet                | Liberaal  | Antwerpen     | |
| Florentin de Brouwer de Hogendorp   | Liberaal  | Mechelen      | |
| Armand de Perceval                  | Liberaal  | Mechelen      | Secretaris van 13 november 1850 tot 5 november 1851. |
| Félix van den Branden de Reeth      | Katholiek | Mechelen      | |
| Jean-Baptiste Coomans               | Katholiek | Turnhout      | |
| Charles de Merode-Westerloo         | Katholiek | Turnhout      | Vervangt vanaf 12 november 1850 Albéric du Bus de Gisignies (Liberaal), die bij de tussentijdse verkiezingen niet herkozen raakte. Du Bus de Gisignies was secretaris tot 11 juni 1850. |
| Charles de Brouckère                | Liberaal  | Brussel       | Vervangt vanaf 6 november 1848 Joseph Lebeau, die volksvertegenwoordiger voor de kieskring Hoei wordt. |
| Daniel Léon Cans                    | Liberaal  | Brussel       | |
| Auguste Orts                        | Liberaal  | Brussel       | |
| Charles Thiéfry                     | Liberaal  | Brussel       | Quaestor. |
| Pierre-Théodore Verhaegen           | Liberaal  | Brussel       | Parlementsvoorzitter. |
| Ernest de Steenhault de Waerbeek    | Liberaal  | Brussel       | Vervangt vanaf 12 november 1850 Henri Schumacher, die bij de tussentijdse verkiezingen niet meer opkwam. Schumacher zelf verving vanaf 6 november 1848 François De Pouhon, die volksvertegenwoordiger voor de kieskring Verviers werd.                                                                    |
| Adolphe Roussel                     | Liberaal  | Brussel       | Vervangt vanaf 12 november 1850 André-Napoléon Fontainas, die bij de tussentijdse verkiezingen niet meer opkwam. Fontainas zelf verving vanaf 14 november 1849 Henri de Brouckère, die ambassadeur werd. Henri de Brouckère was ondervoorzitter tot 20 oktober 1849.                                      |
| François Anspach                    | Liberaal  | Brussel       | |
| Eugène Prévinaire                   | Liberaal  | Brussel       | |
| Jean-Marie de Man d'Attenrode       | Katholiek | Leuven        | |
| Edmond de la Coste                  | Katholiek | Leuven        | Vervangt vanaf 12 november 1850 Charles de Luesemans (Liberaal), die bij de tussentijdse verkiezingen niet herkozen raakte. De Luesemans was secretaris tot 11 juni 1850. |
| Louis Landeloos                     | Katholiek | Leuven        | Vervangt vanaf 12 november 1850 Pierre Christiaens (Liberaal), die bij de tussentijdse verkiezingen niet herkozen raakte. |
| Léon de Wouters d'Oplinter          | Katholiek | Leuven        | Vervangt vanaf 12 november 1850 Joseph François Van den Berghe de Binckum (Liberaal), die bij de tussentijdse verkiezingen niet herkozen raakte. |
| Félix de Merode                     | Katholiek | Nijvel        | |
| Edouard Mercier                     | Katholiek | Nijvel        | |
| Hippolyte Trémouroux                | Liberaal  | Nijvel        | |
| François Mascart                    | Liberaal  | Nijvel        | |
| Paul Devaux                         | Liberaal  | Brugge        | |
| Ernest Peers                        | Liberaal  | Brugge        | |
| Antoine Sinave                      | Liberaal  | Brugge        | |
| Désiré de Haerne                    | Katholiek | Kortrijk      | |
| Bernard Boulez                      | Katholiek | Kortrijk      | |
| Ernest Vandenpeereboom              | Liberaal  | Kortrijk      | |
| Jean-Ignace Van Iseghem             | Liberaal  | Oostende      | |
| Pierre De Breyne                    | Liberaal  | Diksmuide     | Vervangt vanaf 17 december 1850 Léandre Desmaisières (Katholiek), wiens verkiezing ongeldig werd verklaard. De Breyne zetelde eerder tot de tussentijdse verkiezingen van juni 1850 namens het kieskring Diksmuide in de Kamer, maar werd bij deze verkiezingen aanvankelijk verslagen door Desmaisières. |
| Joseph Clep                         | Katholiek | Veurne        | |
| Felix de Mûelenaere                 | Katholiek | Tielt         | Vervangt vanaf 12 november 1850 Joseph Ferdinand Toussaint (Liberaal), die bij de tussentijdse verkiezingen niet herkozen raakte. |
| Philippe Le Bailly de Tilleghem     | Katholiek | Tielt         | |
| Barthélémy Dumortier                | Katholiek | Roeselare     | |
| Alexander Rodenbach                 | Katholiek | Roeselare     | |
| Charles-Louis Van Renynghe          | Katholiek | Ieper         | |
| Jules Malou                         | Katholiek | Ieper         | Vervangt vanaf 12 november 1850 Lucien Boedt (Liberaal), die bij de tussentijdse verkiezingen niet herkozen raakte. |
| Alphonse Vandenpeereboom            | Liberaal  | Ieper         | Secretaris vanaf 18 april 1849. |
| Charles Cumont                      | Liberaal  | Aalst         | |
| Adrien Bruneau                      | Liberaal  | Aalst         | |
| Jean-François Van Cleemputte        | Liberaal  | Aalst         | |
| Frédéricq De Bourdeau d'Huy         | Liberaal  | Oudenaarde    | |
| Victor Liefmans                     | Liberaal  | Oudenaarde    | |
| Raymond Dhont                       | Liberaal  | Oudenaarde    | |
| Josse Delehaye                      | Liberaal  | Gent          | Ondervoorzitter vanaf 14 november 1849. |
| Henri t'Kint de Roodenbeke          | Liberaal  | Gent          | Secretaris. |
| Hippolyte Rolin                     | Liberaal  | Gent          | Vervangt vanaf 6 november 1848 Emile Van Hoorebeke, die volksvertegenwoordiger voor de kieskring Eeklo wordt. |
| Ferdinand Manilius                  | Liberaal  | Gent          | |
| Edmond Van Grootven                 | Liberaal  | Gent          | |
| François d'Elhoungne                | Liberaal  | Gent          | |
| Henri Reyntjens                     | Liberaal  | Gent          | |
| Emile Van Hoorebeke                 | Liberaal  | Eeklo         | |
| Charles de Meester                  | Katholiek | Sint-Niklaas  | |
| Theodoor de T'Serclaes de Wommersom | Katholiek | Sint-Niklaas  | |
| Pierre Joseph Cools                 | Liberaal  | Sint-Niklaas  | |
| Pierre de Decker                    | Katholiek | Dendermonde   | |
| Charles Vermeire                    | Katholiek | Dendermonde   | Secretaris vanaf 5 november 1851. |
| Prosper de Kerchove de Denterghem   | Katholiek | Dendermonde   | |
| Adolphe Dechamps                    | Katholiek | Charleroi     | |
| Jean Pirmez                         | Liberaal  | Charleroi     | |
| Guillaume Dumont                    | Liberaal  | Charleroi     | |
| Hippolyte Lange                     | Liberaal  | Bergen        | |
| Charles de Royer de Dour            | Liberaal  | Bergen        | |
| Hubert Dolez                        | Liberaal  | Bergen        | |
| Charles Rousselle                   | Liberaal  | Bergen        | |
| Henri Ansiau                        | Liberaal  | Zinnik        | Secretaris vanaf 12 november 1850. |
| Louis Debroux                       | Liberaal  | Zinnik        | |
| Louis Faignart                      | Katholiek | Zinnik        | |
| Auguste Dumon                       | Liberaal  | Doornik       | Vervangt vanaf 29 mei 1849 de overleden Louis Gilson. |
| Ferdinand Visart de Bocarmé         | Liberaal  | Doornik       | |
| Charles Le Hon                      | Liberaal  | Doornik       | |
| Henri Julien Allard                 | Liberaal  | Doornik       | Vervangt vanaf 6 november 1848 Barthélémy Dumortier (Katholiek), die volksvertegenwoordiger voor de kieskring Roeselare wordt. |
| Martin Jouret                       | Liberaal  | Aat           | |
| Jean-Baptiste Delescluse            | Liberaal  | Aat           | |
| Joseph de Riquet de Caraman Chimay  | Katholiek | Thuin         | |
| Edouard Dequesne                    | Liberaal  | Thuin         | Vervangt vanaf 10 mei 1849 Louis Troye, die provinciegouverneur van Henegouwen wordt. Troye was secretaris tot 18 april 1849. |
| François Dautrebande                | Liberaal  | Hoei          | |
| Joseph Lebeau                       | Liberaal  | Hoei          | |
| Ferdinand Desoer                    | Katholiek | Borgworm      | Vervangt vanaf 6 december 1848 Edmond de Selys Longchamps (Liberaal), die om beroepsredenen ontslag neemt. |
| Walthère Frère-Orban                | Liberaal  | Luik          | |
| Charles Lesoinne                    | Liberaal  | Luik          | |
| Pierre Destriveaux                  | Liberaal  | Luik          | |
| Noël Delfosse                       | Liberaal  | Luik          | Ondervoorzitter. |
| Charles Nicolas Deliège             | Liberaal  | Luik          | |
| François De Pouhon                  | Liberaal  | Verviers      | |
| Gérard Moreau                       | Liberaal  | Verviers      | |
| Victor David                        | Liberaal  | Verviers      | |
| Barthélémy de Theux de Meylandt     | Katholiek | Hasselt       | |
| Henri de Pitteurs                   | Liberaal  | Hasselt       | |
| Charles Vilain XIIII                | Katholiek | Maaseik       | |
| Maximilien de Renesse               | Liberaal  | Tongeren      | |
| Louis Julliot                       | Liberaal  | Tongeren      | |
| Constant d'Hoffschmidt              | Liberaal  | Bastenaken    | |
| Victor Tesch                        | Liberaal  | Aarlen        | |
| Théodore Jacques                    | Liberaal  | Marche        | |
| Louis Orban de Xivry                | Katholiek | Neufchâteau   | Vervangt vanaf 25 juli 1851 Alphonse Nothomb (Katholiek), die om persoonlijke redenen ontslag neemt. Nothomb zelf verving vanaf 30 april 1851 Dieudonné Jullien (Liberaal), die om beroepsredenen ontslag nam.                                                                                            |
| Jean-Baptiste Pierre                | Liberaal  | Virton        | |
| Georges de Baillet Latour           | Liberaal  | Philippeville | Quaestor. |
| Xavier Victor Thibaut               | Katholiek | Dinant        | |
| Hadelin de Liedekerke Beaufort      | Katholiek | Dinant        | |
| François Moncheur                   | Katholiek | Namen         | |
| Constantin Moxhon                   | Liberaal  | Namen         | |
| Xavier Lelièvre                     | Liberaal  | Namen         | |